# Liste der Monuments historiques in Alland’Huy-et-Sausseuil
Die Liste der Monuments historiques in Alland’Huy-et-Sausseuil führt die Monuments historiques in der französischen Gemeinde Alland’Huy-et-Sausseuil auf.

## Liste der Immobilien
| Bezeichnung          | Beschreibung           | Standort                             | Kennzeichnung | Schutzstatus | Datum | Bild           |
| -------------------- | ---------------------- | ------------------------------------ | ------------- | ------------ | ----- | -------------- |
| Kirche Ste-Catherine | ab dem 12. Jahrhundert | Alland’Huy, place de l’Église (Lage) | PA00078329    | Classé       | 1986  | weitere Bilder |